# Лиштенберг
Лиштенберг (фр. Lichtenberg) — коммуна на северо-востоке Франции в регионе Гранд-Эст (бывший Эльзас — Шампань — Арденны — Лотарингия), департамент Нижний Рейн, округ Саверн, кантон Ингвиллер. До марта 2015 года коммуна административно входила в состав упразднённого кантона Ла-Птит-Пьер (округ Саверн).
Площадь коммуны — 12,12 км², население — 551 человек (2006) с тенденцией к стабилизации: 559 человек (2013), плотность населения — 46,1 чел/км².

## Население
Население коммуны в 2011 году составляло 566 человек, в 2012 году — 559 человек, а в 2013-м — 559 человек.
| 1962 | 1968 | 1975 | 1982 | 1990 | 1999 | 2006 | 2008 | 2011 | 2012 | 2013 |
| ---- | ---- | ---- | ---- | ---- | ---- | ---- | ---- | ---- | ---- | ---- |
| 506  | 503  | 568  | 553  | 513  | 510  | 551  | 564  | 566  | 559  | 559  |

Динамика населения:

## Экономика
В 2010 году из 361 человек трудоспособного возраста (от 15 до 64 лет) 259 были экономически активными, 102 — неактивными (показатель активности 71,7 %, в 1999 году — 69,6 %). Из 259 активных трудоспособных жителей работал 231 человек (125 мужчин и 106 женщин), 28 числились безработными (14 мужчин и 14 женщин). Среди 102 трудоспособных неактивных граждан 31 были учениками либо студентами, 40 — пенсионерами, а ещё 31 — были неактивны в силу других причин.